# Иван Јовановић (професор)
Иван Јовановић (Ниш, 17. октобар 1932 — 14. новембар 2017, Ниш) био је научни радник, професор у области спорта и физичке културе, редовни професор кошарке на Факултету спорта и физичког васпитања Универзитета у Нишу, активни спортиста, кандидат за кошаркашког репрезентативца Југославије, у КК Партизан из Београда активни играч кошарке (1948—1955) и тренер јуниорског тима и женске екипе (1955—1959). У статусу пензионера у Нишу, повремено је обављао рецензије научних радова из кошарке.

## Живот и каријера
Иван Јовановић, рођен је 17. октобар 1932. у Нишу, у чиновничкој породици, од оца Јована (1884—1947) родом из Ниша и Мајке Иконије (1911—1950), девојачко Стојановић, родом из Крагујевца.
Фискултурну школу похађао је од 1948—1951. у Новом Саду. Стручни испит за звање стручног учитеља положио је 1964. године пред испитном комисијом Техничке школе „Никола Тесла” у Нишу,
Високу школу за физичко васпитање, коју је уписао школске 1953/54, завршио је у Београду 1970. године.
Звање магистра у области спорта и физичке културе из подручја кинезиологије стекао је након последипломским студија на Факултету физичке културе Загребачког свеучилишта, од 1974. до 1979, када је након одбране магистарског рада под називом Разлика у неким антропометријским и моторичким димензијама између ученика школа за квалификоване раднике и гимназије, под менторством др Милоја Габријелића.
Докторске студије из уже научне области кинезиологије започео је на Факултету за физичку културу Универзитета у Загребу, 1983. године, под називом Примена таксонских алгоритама у анализи структуре малих група, али је због низа друштвених и приватних околности није окончао.

### Професионална каријера
Иван Јовановић је свој радни век започео као наставник физичког васпитања у Школском центру за образовање кадрова у индустрији и привреди „Филип Кљајић” у Нишу (1961—1972). Потом је од 1972—1975. радио као изабрани предавач за физичко васпитање у Центру за физичку културу Универзитета у Нишу.
Од 1979. године радио је као предавач за физичко васпитање на Грађевинском факултету Универзитета у Нишу, где је 1979. изабран и у звање Вишег предавача.
Године 1980. изабран је за Вишег предавача на Факултету физичке културе у Нишу и управника Центра Универзитета у Нишу за питања научно-истраживачког рада из области физичке културе.
На Грађевинском факултету из Ниша Иван Јовановић изабран је прво за доцента за предмет кошарка, а 1. јануара 1990. именован 1990. године, за ванредног професора, и потом 1994. и за редовног професора, на студијској групи за физичку културу при Филозофском факултету у Нишу, за предмет кошарка.
Иван Јовановић је на Универзитету у Нишу учествовао у реализацији бројних научноистраживачких пројеката од ширег значаја, од којих су готово сви презентовани на научним скуповима из области антропологије, физичке културе и информатике.
Као гостујући професор, држао је наставу у Новом Саду, Скопљу, Приштини и Бања Луци.
Иван Јовановић је за свој рад више пута похваљиван и награђиван.

### Спортска каријера
Као студент физичке културе Иван Јовановић се интензивно бавио спортом. Био је врхунски спортиста у кошарци, кандидат за репрезентативац СФР Југославије у кошарци и члан кошаркашке екипе К. К. „Партизан“ из Београда од 1948 до 1959. године.
У екипи КК Партизан из Београда, Иван Јовановић играо је са великанима Српске кошарке: Бориславом Станковићем, Радомиром Шапером, Мирком Марјановићем, Чедом Стојановићем и другима.
У спортском друштву „Партизан” из Београда Иван Јовановић је, од 1955. до 1959. године, био тренер јуниорског кошаркашког тима и женске кошаркашке екипе.
Године 1965. након што је стакао звање савезног судије у кошарци, обављао је дужност кошаркашког судије у свим нивоима такмичења у бившој СФР Југославији. Године 1981. изабран је и за председника судијске организације Кошаркашког савеза Србије.
У спорту је стекао звање тренера првог разреда за кошарку и одбојку.

### Лични живот
У заслужену пензију Иван је послат 17. октобра 1997, са навршених 65 година живота. Пензионерске дане проводио је у Нишу, али и као пензионер повремено је обављао рецензије научних радова из кошарке, својим колегама, а био је и уводничар у неколико часописа из информатике.
Иван Јовановић је отац четворо деце, ћерке Драгане (1962), професорке на Факултету спорта и физичког васпитања Универзитета у Нишу и три сина, Марјана Јовановића (1957), Јована Јовановића (1958) и Милана „Стронгман” Јовановића (1970), професионалног спортисту у стронгману (десетоструког првака Србије и двоструког првак света у професионалном стронгману.)
Преминуо је у Нишу 14. новембра 2017. године у 85 години живота.

## Дело
Иван Јовановић се у свом научноистраживачком раду претежно бавио темама из области кинезиологије (науке о кретању), и у оквиру ове дисциплине изучавао;
- кинезиолошку рекреацију — са темељним циљевима усмереним на очување здравља организма, социјализацију, осмишљавање слободног времена, постизања осећаја задовољства, а без тежње достизања максималних моторичких достигнућа, са последичном такмичарском или економском добити.
- кинезиолошку едукацију — систематско телесно вежбање са циљем систематског подстицања развоја основних моторичких знања и способности („телесног образовања” у школи, факултету, војсци)
- кинезиологију спорта — са тежњом достизања максималних моторичких достигнућа, и потенцијалном такмичарском и/или економском добити.[4]

У свим тим Јовановићевим истраживањима, глобални циљ био је изградња програмских производа који би омогућили једноставну и ефикасну анализу структуре кинезиолошких група, као непосредног одговора на програмирање тренинга, наставе и рекреативне активности.